# Levijatan
 Ovo je glavno značenje pojma Levijatan. Za druga značenja pogledajte Levijatan (razdvojba).
Levijatan (heb. לִוְיָתָן, "svinuta zmija"), u Bibliji, mitološka vodena neman; u kršćanskoj ikonografiji i demonologiji predstavlja predodžbu Sotone. U Knjizi svete magije Abra-Melina maga naveden je kao jedan od četiri glavna demona, uz Lucifera, Sotonu i Beliala.
Najčešće se prikazuje kao divovski kit koji je predstavljao gospodara mora, vladao nad ljudima i bogovima te bio neranjiv. Spominje se u starozavjetnoj Knjizi o Joni (Jon 2), u kojoj se pripovijeda o Joni koji je pred Božjim gnjevom krenuo sakriti se u grad Taršiš. Međutim, Bog je izazvao oluju koja je Jonu bacila u more gdje ga je progutao Levijatan. U njegovoj utrobi proveo je tri dana i noći, nakon čega je Bog zapovjedio Levijatanu da oslobodi Jonu i ostavi na kopnu.
U knjizi o Jobu dan je iscrpan izgled Levijatana, dok u Psalmima 74 (Ps 74,12-14) stoji:
| » | A Bog je moj kralj od davnine! Spasenje On donosi posred zemlje. Ti si svojom moći razdjelio more, ti si satro glavu vodenim nemanima. Ti si razmrskao glave Levijatanu; dao si ga za hranu krdu životinja u pustinji. | « |
|   | |   |

Također, u Psalmima 104 (Ps 104,25-26) nalaze se stihovi koji spominju Levijatana:
| » | Tu je more, veliko i prostrano; u njemu vrve sitne i velike životinje bez broja. Onuda plove lađe i Levijatan kojega si načinio da se igra po njemu. | « |
|   | |   |

Još jedan spomen Levijatana nalazi se u knjizi o Izaiji (Iz 27):
| » | U onaj će dan pohoditi Gospodin svojim ljutim i velikim, i jakim mačem Levijatana, hitru zmiju, i Levijatana, krivuljastu zmiju. I ubit će zmaja u moru. | « |
|   | |   |